# Rhadinaphelenchus cocophilus
Rhadinaphelenchus cocophilus är en rundmaskart. Rhadinaphelenchus cocophilus ingår i släktet Rhadinaphelenchus och familjen Aphelenchidae. Inga underarter finns listade i Catalogue of Life.